# Тихая гавань (фильм, 2013)
«Тихая гавань» (англ. Safe Haven) — американский кинофильм 2013 года, режиссёра Лассе Халльстрёма. Драма, экранизация одноимённого романа Николаса Спаркса.
Мировая премьера фильма состоялась 13 февраля 2013 года. В России фильм вышел в прокат 14 февраля 2013 года.

## Сюжет
Кэти много лет страдала от жестокости мужа-полицейского, способного быть любящим мужем и неадекватным психопатом. Кэти очень долго терпела его издевательства, но, потеряв надежду на спасение, она совершает побег и обретает поселяется в маленьком спокойном южном городке. Там она пытается наладить новую жизнь. Здесь она встречается с симпатичным Алексом, владельцем магазина, вдовцом и отцом двух ребятишек. Между Алексом и Кэти возникает симпатия. Алекс тяжело переживает смерть любимой жены, а Кэти не отпускают жуткие воспоминания прошлой жизни, да и муж, в силу своего характера, не способен просто так отпустить её. В поисках её он распространяет по стране полицейскую ориентировку на розыск Кэти. Алекс случайно увидел эту ориентировку в участке.

## В ролях
- Джулианна Хаф — Кэти Фельдман / Эрин Тирни
- Джош Дюамель — Алекс Уитли
- Дэвид Лайонс — Кевин, муж Кэти
- Коби Смолдерс — Джо / Карли, подруга Кэти
- Мими Кирклэнд — Лекси
- Ноа Ломакс — Джош
- Рэд Уэст — Роджер
- Робин Маллинз — владелица кафе
- Ирэн Циглер — миссис Фельдман
- Рик Рейц — Рэд, офицер полиции в Саус-Порте